# PSAT/NMSQT

自2017年开始使用的Logo

初步学术评估测试/国家优秀奖学金资格测试（英語：Preliminary SAT/National Merit Scholarship Qualifying Test，PSAT/NMSQT），又称学术评估测试预考，是一项由美国大学理事会主办，由美国优秀学生奖学金机构（National Merit Scholarship Corporation，NMSC）联合赞助的标准化考试。2018-2019学年，共有227万名高二学生和174万名高三学生报名参加了PSAT。据美国优秀学生奖学金机构预计，到2024年，将有350万名学生参加这一考试。
PSAT/NMSQT的成绩用于确定学生是否有资格参与国家优秀奖学金计划。

## 历史
自1971年起，PSAT考试会在每年秋季举行。1993年6月之前的PSAT成绩也会被用作高智商學會（如Intertel和门萨国际）的入会资格证明。
1997年之前的PSAT仅包含数学和语言两部分。当时，语言部分权重加倍，总分达到240分。1997年，PSAT新增“写作技能部分”，其中部分题目源自已停用的“标准书面英语测试”（TSWE）。
2015年秋季，PSAT对考试形式和内容进行了调整。起初，PSAT考试由三个部分组成，每个部分的评分范围为20-80分，总分为240分。这与SAT的结构相似，但SAT每部分的评分范围是200至800分（不同评分范围是为了区分成绩来自哪项测试，较窄评分范围的成绩准确性较低）。然而，与2005年版SAT不同的是，旧版PSAT不包含高阶数学（如），其写作部分也没有作文（SAT在2005年新增了作文部分）。此外，选择题的选项数量从五个减少到四个，增加了猜对的几率，并取消了答错扣0.25分的惩罚。
随着大学理事会在全球范围内逐步转向数字化SAT考试，首场数字化PSAT已于2023年10月举行。

## 考试流程及计分方式
学生需要通过在大学理事会认证过的成员高中注册考试。考试由阅读与写作和数学两部分组成。阅读与写作部分限时64分钟，数学部分限时70分钟，总计2小时14分钟。
2023年秋季，PSAT再次更改了考试形式和内容，继续向着数字化测试过渡。阅读与写作部分合并为一个单独的分数，而数学部分现在允许在所有题目中使用计算器。每部分的评分范围改为160-760分，总分为1520分。美国优秀学生奖学金机构会将阅读与写作部分成绩加倍，加上数学成绩，最后将总和除以10，从而计算出选择指数（Selection Index），其范围为48到228分。

### 认可度
PSAT成绩的认可度分为三个等级：“入围选手”（Commended）、“半决赛选手”（Semi-Finalists）和“决赛选手”（Finalists）。其中，约有34,000名学生（即所有考生的3-4%）为“入围”等级，获得了表彰信（Letter of Commendation）。
学生会在参加PSAT考试一年后（即高三时）被确认为“半决赛选手”。之后，他们需提交申请以获得“决赛选手”，申请内容包括平均成绩、课外活动、学校推荐信、所获奖项和荣誉，以及SAT或ACT分数。截至2024年，约有95%的“半决赛选手”获得“决赛选手”。

## 流行文化
近年来，PSAT已成为考生在各大社交媒体平台上的热议话题。考生会对考试中一些奇怪有趣的文章或题目进行调侃。2013年，#PSAT主題標籤甚至在考试临近时登上了Twitter的热搜榜。2012年起，考生需抄写并签署一份声明，表示同意遵守考试规定，其中包括不得讨论考试内容。此前，这一声明被要求以手写体书写。但许多学生觉得用手写体书写较为困难，引起了学生和教师的不满。2015年起，这一手写体要求被取消。